# La Pine
La Pine é uma cidade localizada no estado norte-americano de Oregon, no Condado de Deschutes.

## Demografia
Segundo o censo norte-americano de 2000, a sua população era de 5799 habitantes.

## Geografia
De acordo com o United States Census Bureau, tem uma área de
76,0 km², dos quais 76,0 km² cobertos por terra e 0,0 km² cobertos por água. La Pine localiza-se a, aproximadamente, 1291 m acima do nível do mar.

## Localidades na vizinhança
O diagrama seguinte representa as localidades num raio de 64 km ao redor de La Pine.